# Museo de Antofagasta
El Museo de Antofagasta es un museo histórico y arqueológico chileno, ubicado en el Barrio Histórico de Antofagasta. Es uno de los veintiséis museos administrados por el Servicio Nacional del Patrimonio Cultural.
Su muestra permanente se encuentra localizado en el ex edificio de la aduana de Antofagasta, el cual fue construido en 1867 y posteriormente nombrado Monumento Histórico Nacional el 20 de octubre de 1972. Sus depósito de colecciones y laboratorios se encuentran en el ex edificio de la Gobernación Marítima, construido en 1910 y posteriormente nombrado Monumento Histórico Nacional el 12 de septiembre de 1978.

## Historia

### Antecedentes
El edificio de que albergaría a la Aduana de Antofagasta fue proyectado y construido en 1867 por la firma arquitectónica Wetmare & Cía. de Valparaíso, por un costo de $3 000. En 1869 fue transportado por vía marítima al puerto de Mejillones, para su instalación en septiembre del mismo año, en virtud del Tratado de límites de 1866 entre Bolivia y Chile. Este recinto albergó a la intendencia chilena entre 1869 a 1888, año en que el estado chileno traslada el edificio al puerto antofagastino, para ubicarlo en el sitio de la antigua aduana boliviana, siniestrada en 1885 producto de un incendio. En 1966 cesó sus operaciones como aduana.

### Museo
En 1964 fue creado el Museo Histórico Regional de la Universidad del Norte, administrado por dicha universidad por 20 años, hasta que el 17 de abril de 1984 se firmó un convenio de comodato de sus bienes patrimoniales a la Dirección de Bibliotecas, Archivos y Museos de Chile (DIBAM, hoy Servicio Nacional del Patrimonio Cultural). Así, el Museo de Antofagasta fue inaugurado el 14 de diciembre de 1984, bajo el decreto n.º 213 del 17 de abril de 1984.
El 20 de octubre de 1972, el Ministerio de Educación, mediante el decreto N.º 2017 declaró el inmueble como Monumento Nacional.
En 1976 es intervenido con la finalidad de restaurar la estructura original del inmueble, retirando las alteraciones estructurales realizadas hasta dicha fecha. Entre 1992 a 1993 es reforzado el cielo del primer piso. En 2006 es remodelado su interior.

## Arquitectura

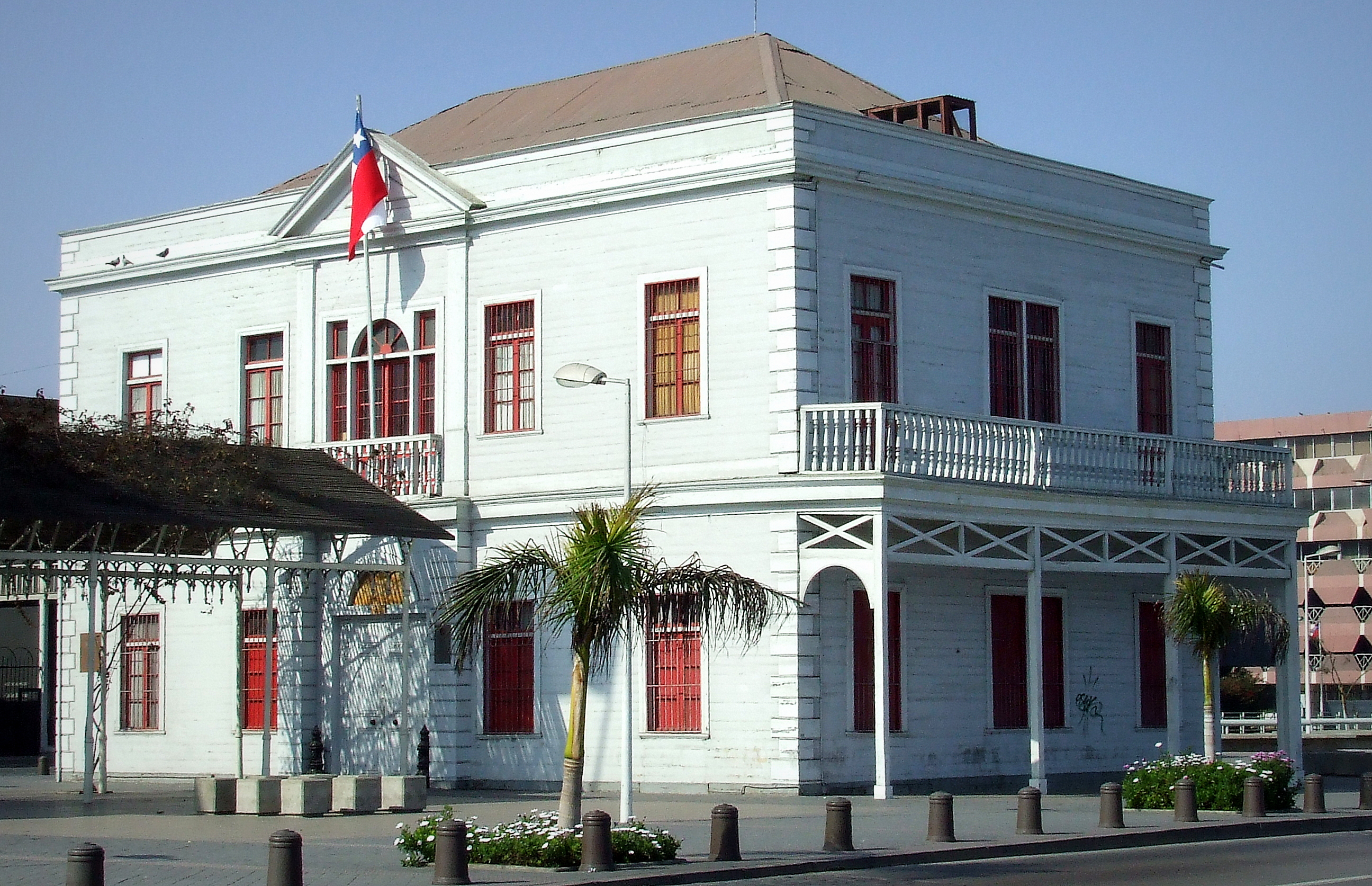
Exedificio de la Gobernación Marítima, actual biblioteca patrimonial del museo.

El ex edificio de la Aduana es una construcción de dos pisos con planta en U que posee un corredor frontal descubierto, el cual presenta una escalera abierta con dos bifurcaciones hacia la segunda planta, la cual se encuentra rodeada en su totalidad por un balcón. Posee un techo inclinado que sobrepasa la superficie del cielo, sirviendo de alero. Antiguamente además, el edificio presentaba una torre de vigía, que fue retirada en 1940 debido a su mal estado de conservación. Está construido en madera de pino Oregón y su diseño arquitectónico muestra relación con la arquitectura inglesa en América de la época. Su primer piso se proyectó para oficinas, mientras que el segundo piso fue habilitado para uso habitacional del personal.

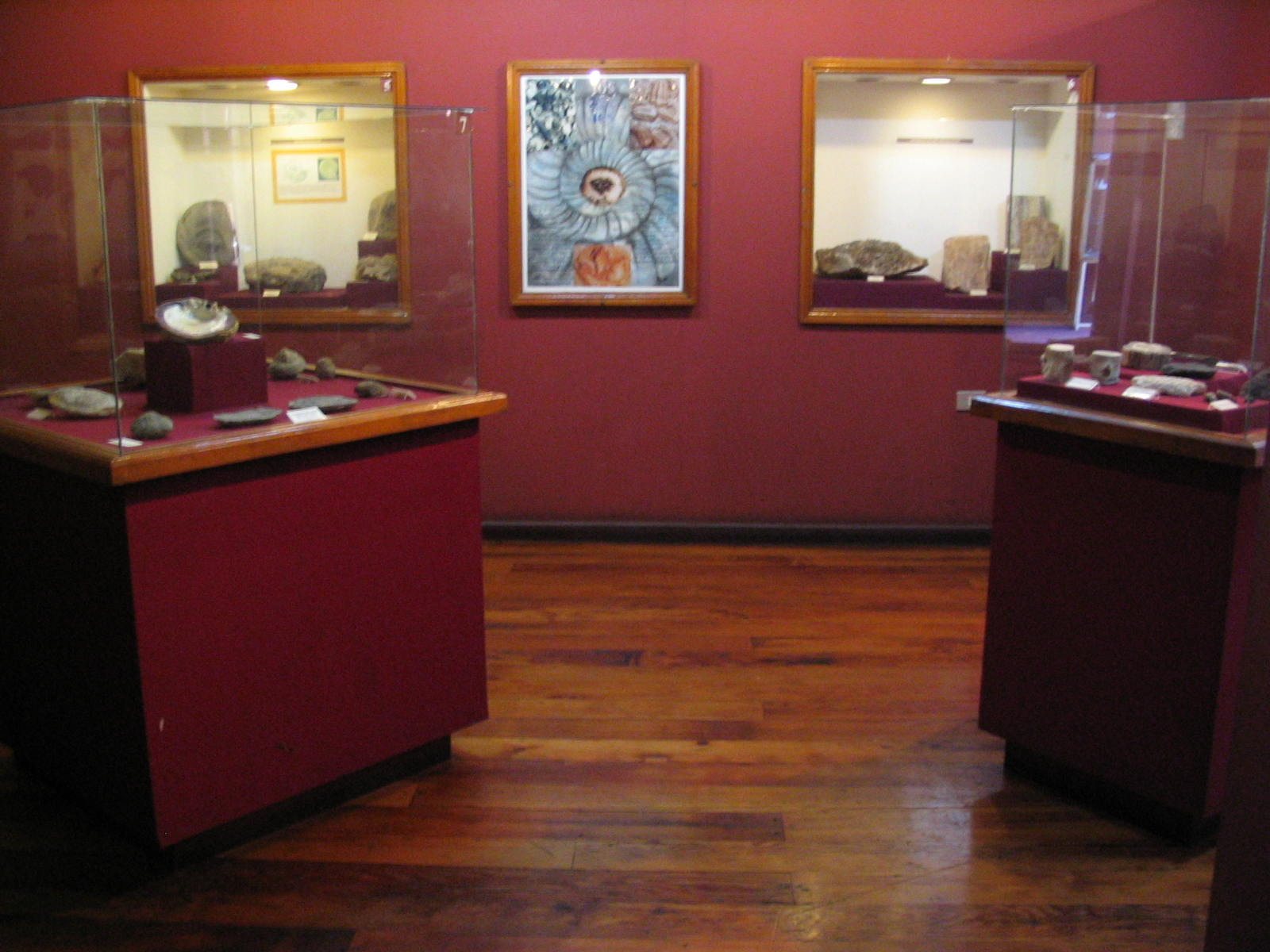
Exposición permanente del Museo Regional (sala de geología).

Actualmente, sus dos pisos albergan la colección permanente del museo, con doce salas museográficas y un auditorio.

## Colecciones
El museo presenta aproximadamente 10 000 piezas, entre objetos arqueológicos de la cultura prehispánica del sector costero, objetos históricos como documentos y objetos geológicos como minerales
La gran parte de las colecciones provienen del antiguo Museo Regional de la Universidad del Norte.

En los últimos años la muestra relacionada con la industria salitrera se ha visto fortalecido con la llegada de nuevos objetos.

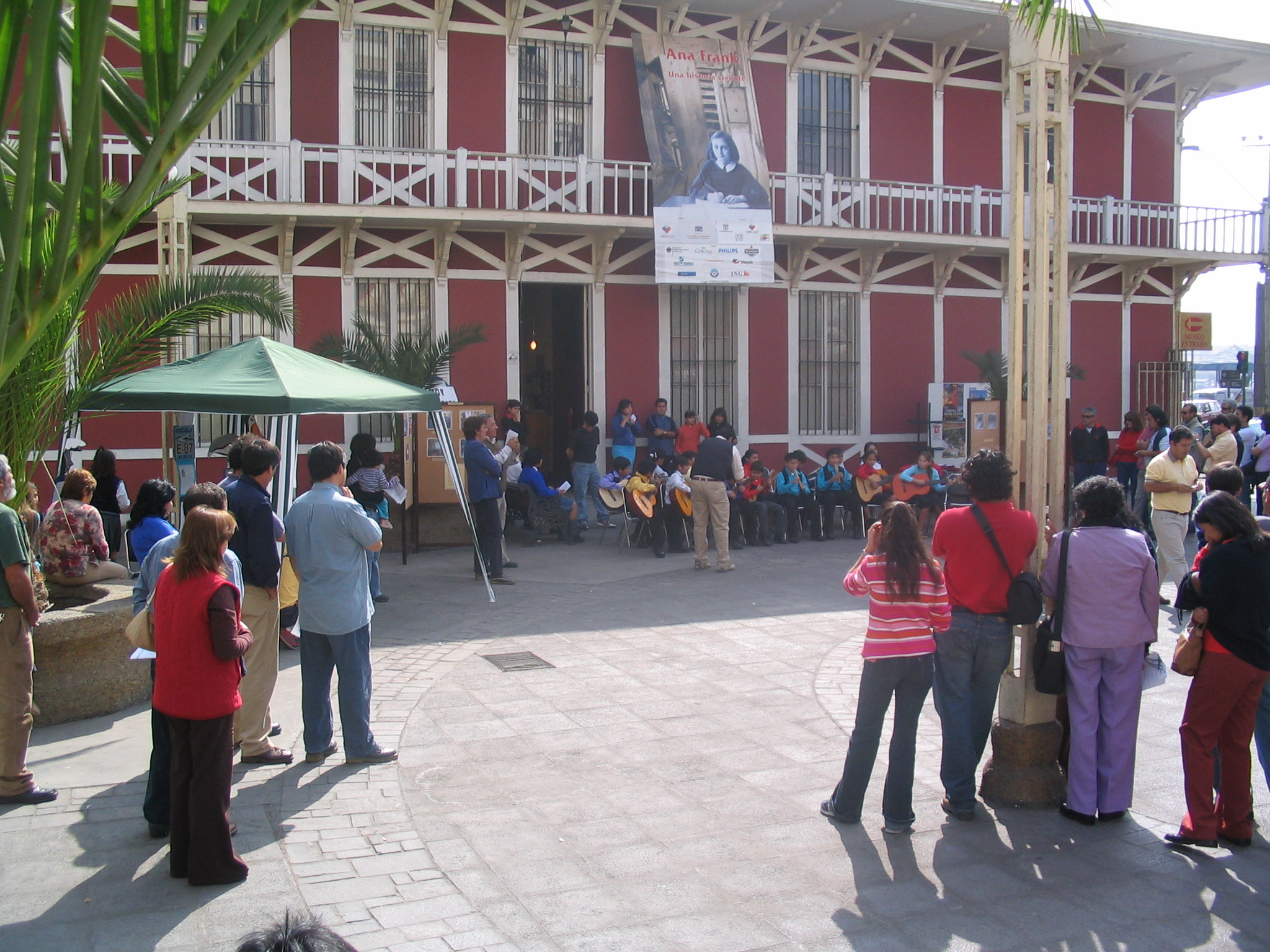
Actividades del Día del Patrimonio Cultural en la plaza Osvaldo Ventura López.

## Acceso
El Museo de Antofagasta está ubicado en el exedificio de la Aduana de Antofagasta, en calle José Manuel Balmaceda 2786, y en el exedificio de la Gobernación Marítima, en calle Simón Bolívar 188, ambos edificios declarados Monumentos Históricos Nacionales. 
La Aduana está dentro del paseo Andrónico Abaroa, dentro de la plaza Osvaldo Ventura López, donde también se encuentra el actual edificio del Registro Civil. La Gobernación Marítima se encuentra localizada frente al edificio del Resguardo Marítimo. A su vez el grupo de edificios se encuentran localizados en el sector del Barrio Histórico de Antofagasta.
Se puede acceder al museo caminando por el paseo Andrónico Abaroa.